# Tratado de Ninfeu (1214)

Mapa da região em 1205.

O Tratado de Ninfeu (em grego: Συνθήκη του Νυμφαίου; em latim: Nymphaeum) foi um tratado de paz assinado em dezembro de 1214 entre o Império de Niceia, o estado sucessor do Império Bizantino, e o Império Latino, fundado após o saque de Constantinopla pela Quarta Cruzada em 1204.[carece de fontes?]

## Contexto

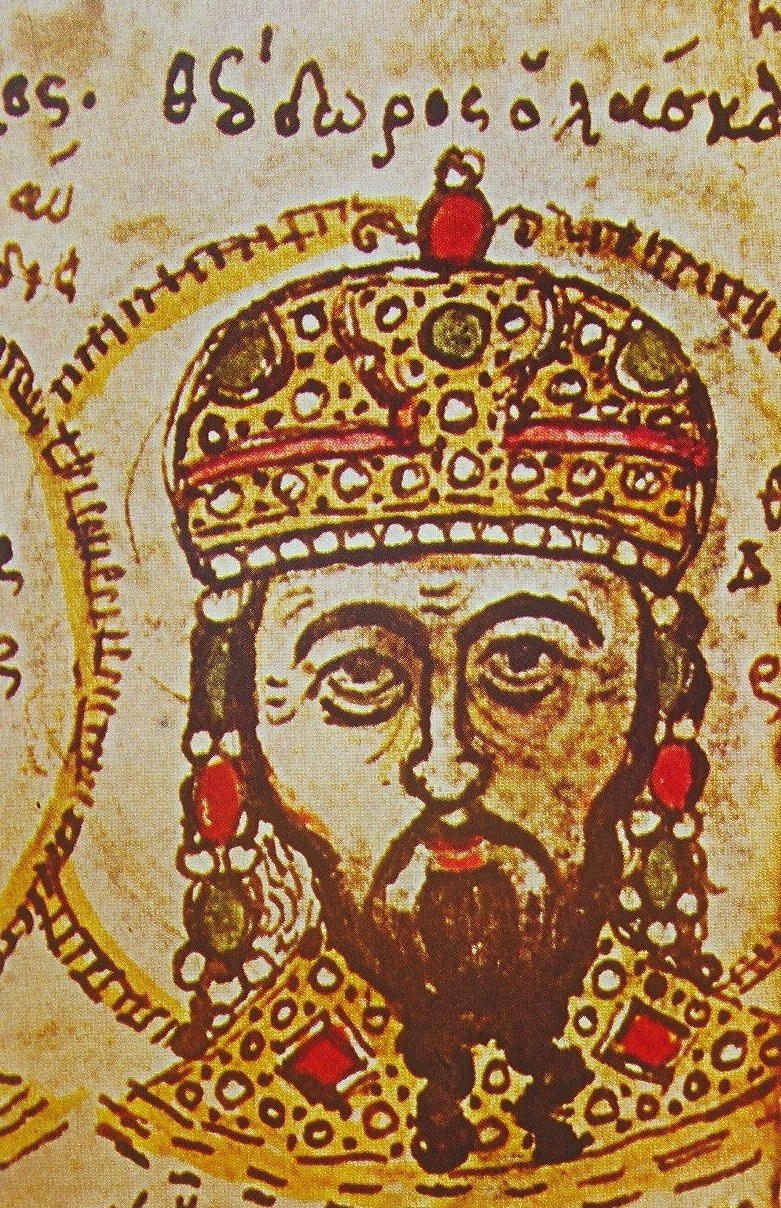
Teodoro I Láscaris

Após a Quarta Cruzada, Balduíno IX de Flandres foi eleito imperador do Império Latino e seu domínio foi reconhecido não somente sobre uma parte de Constantinopla (o resto foi dado à República de Veneza), mas também sobre a região noroeste da Ásia Menor, embora o reconhecimento desta soberania não significasse o controle efetivo destas regiões, algo que estava à cargo do imperador fazer valer, pela força se fosse o caso. Porém, inicialmente, Balduíno estava ocupado com os eventos na Trácia e foi logo feito prisioneiro pelos búlgaros na Batalha de Adrianópolis em abril de 1205. A Ásia Menor foi ignorada pelos latinos durante esse período, dando assim espaço para que Teodoro Láscaris, que se declarara imperador em Niceia, consolidasse seu poder e focasse sua atenção no Sultanato de Rum neste período.[carece de fontes?]
O irmão de Balduíno, Henrique, tomou o poder no Império Latino e iniciou as hostilidades contra o Império Niceno no final de 1206, apenas escaramuças até 1211, quando Henrique dedicou toda sua atenção ao inimigo bizantino. Em 15 de outubro deste ano, Henrique venceu uma grande batalha no rio Ríndaco e avançou em direção a Pérgamo e Ninfeu, mas foi constantemente atormentado pelas forças de guerrilha de Teodoro. Quando ambos os lados já se mostravam exaustos, um tratado foi firmado em Ninfeu entre os dois imperadores, cessando o avanço latino na Ásia Menor e garantindo suas posses apenas na região noroeste da Anatólia, o que abrangia as costas da Bitínia e a maior parte da Mísia.[carece de fontes?]

## Resultado
Embora os combates terem continuado por muitos anos ainda, houve importantes consequências deste tratado. Primeiro, ele efetivamente reconheceu ambos os lados, pois nenhum deles era forte o suficiente para destruir completamente o outro. Segundo, David Comneno, que havia sido vassalo de Henrique e que estava travando sua própria guerra contra Niceia com o apoio dos latinos, agora efetivamente estava sozinho. Teodoro conseguiu, assim, anexar todas as terras de David a oeste de Sinope no final de 1214, conseguindo assim acesso ao Mar Negro. Terceiro, Teodoro agora estava livre para enfrentar os seljúcidas sem ser distraído pelos latinos. Niceia conseguiu assim consolidar sua fronteira oriental pelo resto do século. As hostilidades foram retomadas em 1224 e uma decisiva vitória nicena na Batalha de Pemaneno reduziu os territórios do Império Latino na Ásia Menor a somente península da Nicomédia. Assim, este tratado permitiu aos nicenos partir para a ofensiva na Europa anos depois, culminando na reconquista de Constantinopla em 1261.